# Quinta da Murteira
A Quinta da Murteira é uma quinta localizada em Samora Correia, no Município de Benavente, em Portugal.
É referida no Foral de D. Manuel I em 1510. Esta antiga quinta foi palco de grandes acontecimentos. Existem documentos que afirmam, ter-se nela realizado a "Última Tourada Real". No tempo de D. Miguel, houve quem lhe chama-se a "Quinta da Maroteira" por causa das suas festarolas com as môças.
No Século XX foi alvo de tentativa de banalização por parte da sua proprietária, a Companhia das Lezírias. A estatuária do Jardim foi para um jardim particular do presidente da Companhia e alguns marcos do infantado levados para a nova quinta vinícula no Catapereiro.[carece de fontes?]
Agora em ruínas, esta quinta parece ter sido algo de grandioso. As lendas dizem que tinha um lindo palácio, uma praça de toiros e podemos ainda encontrar vestígios de um antigo forno, uma adega, uma casa (a casa dos serviçais), duas piscinas, bancos de cimento de um jardim e duas fontes. A última grande festa ocorreu aquando da visita da neta de D. Miguel a Samora Correia.